# Finale Kupa prvaka 1972.
Finale Kupa prvaka 1972. je bilo 17 po redu finale Kupa prvaka, koje je igrano 31. svibnja 1972. na Feijenoord Stadionu u Rotterdamu. U finalu su igrali nizozemski AFC Ajax i talijanski F.C. Internazionale Milano. Nizozemci su kod kuće i drugi put zaredom osvojili Kup prvaka zahvaljujući dvostrukom strijelcu, legendarnom Johanu Cruijffu.  

## Susret
| 31. svibnja 1972. |     |                |                                                                                        |
| Ajax              | 2:0 | Internazionale | Feijenoord Stadion, Rotterdam Broj gledatelja: 61.354 Sudac: Robert Helles (Francuska) |
| Cruijff 47' 78'   |     |                | Feijenoord Stadion, Rotterdam Broj gledatelja: 61.354 Sudac: Robert Helles (Francuska) |

| AFC Ajax | Internazionale |

| AFC AJAX:     |    |                   |
|               |    |                   |
| GK            | 1  | Heinz Stuy        |
| DF            | 3  | Wim Suurbier      |
| DF            | 13 | Barry Hulshoff    |
| DF            | 12 | Horst Blankenburg |
| DF            | 5  | Ruud Krol         |
| MF            | 7  | Johan Neeskens    |
| MF            | 15 | Arie Haan         |
| MF            | 9  | Gerrie Mühren     |
| FW            | 8  | Sjaak Swart       |
| FW            | 14 | Johan Cruijff     |
| FW            | 11 | Piet Keizer       |
| Trener:       |    |                   |
| Stefan Kovacs |    |                   |

| INTER:              |    |                    |          |     |
|                     |    |                    |          |     |
| GK                  | 1  | Ivano Bordon       |          |     |
| DF                  | 2  | Tarcisio Burgnich  |          |     |
| DF                  | 3  | Giacinto Facchetti |          |     |
| DF                  | 4  | Mauro Bellugi      |          |     |
| DF                  | 5  | Gabriele Oriali    |          |     |
| MF                  | 6  | Mario Giubertoni   |          | 20' |
| MF                  | 7  | Gianfranco Bedin   |          |     |
| MF                  | 8  | Mario Frustalupi   |          |     |
| FW                  | 9  | Jair da Costa      |          | 58' |
| FW                  | 10 | Sandro Mazzola     |          |     |
| FW                  | 11 | Roberto Boninsegna | Opomenut |     |
| Zamjene:            |    |                    |          |     |
| DF                  | 14 | Mario Bertini      |          | 20' |
| MF                  | 16 | Sergio Pellizzaro  |          | 58' |
| Trener:             |    |                    |          |     |
| Giovanni Invernizzi |    |                    |          |     |

## Vanjske poveznice
- Rezultati Kupa prvaka, RSSSF.com
- Sezona 1971./72., UEFA.com
- Povijest Lige prvaka: 1972.
- Video-isječci finala na YouTube.com

| Finala Kupa prvaka i UEFA Lige prvaka | Finala Kupa prvaka i UEFA Lige prvaka |
| ------------------------------------- | --- |
|                                       | |
| Kup prvaka                            | 1956. • 1957. • 1958. • 1959. • 1960. • 1961. • 1962. • 1963. • 1964. • 1965. • 1966. • 1967. • 1968. • 1969. • 1970. • 1971. • 1972. • 1973. • 1974. • 1975. • 1976. • 1977. • 1978. • 1979. • 1980. • 1981. • 1982. • 1983. • 1984. • 1985. • 1986. • 1987. • 1988. • 1989. • 1990. • 1991. • 1992. |
|                                       | |
| Liga prvaka                           | 1993. • 1994. • 1995. • 1996. • 1997. • 1998. • 1999. • 2000. • 2001. • 2002. • 2003. • 2004. • 2005. • 2006. • 2007. • 2008. • 2009. • 2010. • 2011. • 2012. • 2013. • 2014. • 2015. • 2016. • 2017. • 2018. • 2019. • 2020. • 2021. • 2022. • 2023. • 2024.                                         |

| Finala Kupa prvaka i UEFA Lige prvaka | Finala Kupa prvaka i UEFA Lige prvaka |
| ------------------------------------- | --- |
|                                       | |
| Kup prvaka                            | 1956. • 1957. • 1958. • 1959. • 1960. • 1961. • 1962. • 1963. • 1964. • 1965. • 1966. • 1967. • 1968. • 1969. • 1970. • 1971. • 1972. • 1973. • 1974. • 1975. • 1976. • 1977. • 1978. • 1979. • 1980. • 1981. • 1982. • 1983. • 1984. • 1985. • 1986. • 1987. • 1988. • 1989. • 1990. • 1991. • 1992. |
|                                       | |
| Liga prvaka                           | 1993. • 1994. • 1995. • 1996. • 1997. • 1998. • 1999. • 2000. • 2001. • 2002. • 2003. • 2004. • 2005. • 2006. • 2007. • 2008. • 2009. • 2010. • 2011. • 2012. • 2013. • 2014. • 2015. • 2016. • 2017. • 2018. • 2019. • 2020. • 2021. • 2022. • 2023. • 2024.                                         |